# Avenue N
Avenue N, in origine conosciuta con il nome di Woodlawn, è una fermata della metropolitana di New York, situata sulla linea IND Culver. Nel 2014 è stata utilizzata da 1 050 916 passeggeri.
È servita dalla linea F Sixth Avenue Local, sempre attiva.